# Capodacqua (Foligno)
Capodacqua è una frazione pedemontana del comune di Foligno (PG), appartenente alla Circoscrizione n. 6 “San Giovanni Profiamma–Belfiore–Vescia–Capodacqua–Pontecentesimo”.
Il paese si trova ad un'altezza di 371 m s.l.m., 13 km a nord-est di Foligno, all'inizio della valle del torrente Roveggiano, che poi confluisce nel fiume Topino. La strada che attraversa il borgo funge da collegamento tra l'arteria della via Flaminia (che porta a Nocera Umbra) in pianura, e la strada statale 77 della Val di Chienti che scorre sull'altopiano di Colfiorito. Ad un paio di kilometri dal centro, si trova anche la stazione di Capodacqua-Pieve Fanonica, posta lungo la linea Roma - Ancona. Secondo i dati Istat del censimento 2001, i residenti sono 197.

## Storia
Nell'Età del ferro, questi luoghi erano abitati da popolazioni umbre. In particolare, partire dal VI-V secolo a.C., la zona circostante Capodacqua venne occupata da popolazioni di umbri plestini, che qui lasciarono necropoli, santuari e fortificazioni in altura, come quella di monte Burano. I resti di un probabile tempio pagano fanno pensare che quest'area rivestisse una certa importanza anche in epoca romana, quando qui passava il diverticolo della via Flaminia che raggiungeva le alture di Colfiorito.
Conosciuto nel Medioevo come Castrum e Fortillitium Capudacque (dal latino caput aquæ, partenza dell'acqua), il luogo venne dotato di un castello da Ugolino III dei Trinci di Foligno nel 1387, a guardia di quello che era un diverticulum della via Flaminia.
Il 26 settembre 1997, come molti altri paesi della zona, Capodacqua è stato danneggiato da un evento sismico particolarmente intenso. In tale occasione, i danni agli edifici sono stati tra i più ingenti dell'intero territorio in conseguenza di ciò è stato realizzato un campo container a poca distanza dal centro storico.

## Economia e manifestazioni
Le numerose fonti e sorgenti hanno sempre, nei secoli, fornito forza motrice a molini e frantoi, e sono attualmente utilizzate per gli acquedotti di diverse città. In particolare, la risorgiva che nasce ai piedi del castello dei Trinci venne captata nel 1925 e grazie ad una galleria di filtraggio di ben 110 m, alimenta l'acquedotto delle città di Foligno e Spello.
Per quanto concerne l'agricoltura, la coltivazione dell'ulivo e della vite sono piuttosto diffuse, assieme alla tartuficultura. Negli ultimi anni alcuni produttori si sono cimentati nella coltivazione di zafferano.
L'allevamento di bovini, suini ed ovini è stato quasi del tutto abbandonato dagli anni 70 in poi.
La seconda domenica dopo Pasqua si celebra la processione di san Domenico Abate, patrono del paese. Tra luglio ed agosto, invece, si svolge la sagra paesana denominata Festevolezze.

## Monumenti e luoghi d'arte
- Castello dei Trinci (Rocca), con torre pentagonale e mura perimetrali. Finemente restaurata e utilizzata come struttura alberghiera, nel corso dei secoli è stato usato anche come residenza vescovile ed infine come cava per materiali da costruzioni;
- Fortezza di Poggio di Galestro (Fortillitium Galestri), sovrastante il castello e acquistata da Ugolino Trinci;
- Castel Salvino, posto in cima ad un colle (631 m) di fronte alla fortezza di Galestro;
- Resti di un viadotto romano, sul tracciato della Flaminia antica, in località Pieve Fanonica;
- Santuario della Madonna del Castello, con un affresco del XIV secolo;
- Chiesa parrocchiale di Santa Maria ed Anna;
- Chiesetta di S. Cristoforo di Orchi.

## Sport

### Associazioni sportive
- Associazione Sportiva Capodacqua.

### Discipline
- Escursionismo
- Mountain bike: vi si svolge il trofeo "Bruno Fancelli"
- Pattinaggio
- Calcetto
- Tennis